# Lista Conjunta
Lista Conjunta (em hebraico: הרשימה המשותפת‎; romaniz.: HaReshima HaMeshutefet; em árabe: القائمة المشتركة‎; romaniz.: al-Qa'imah al-Mushtarikah) foi uma coligação política em Israel composta por quatro partidos majoritariamente árabes: Balad, Hadash, Ta'al e Lista Árabe Unida.

## História

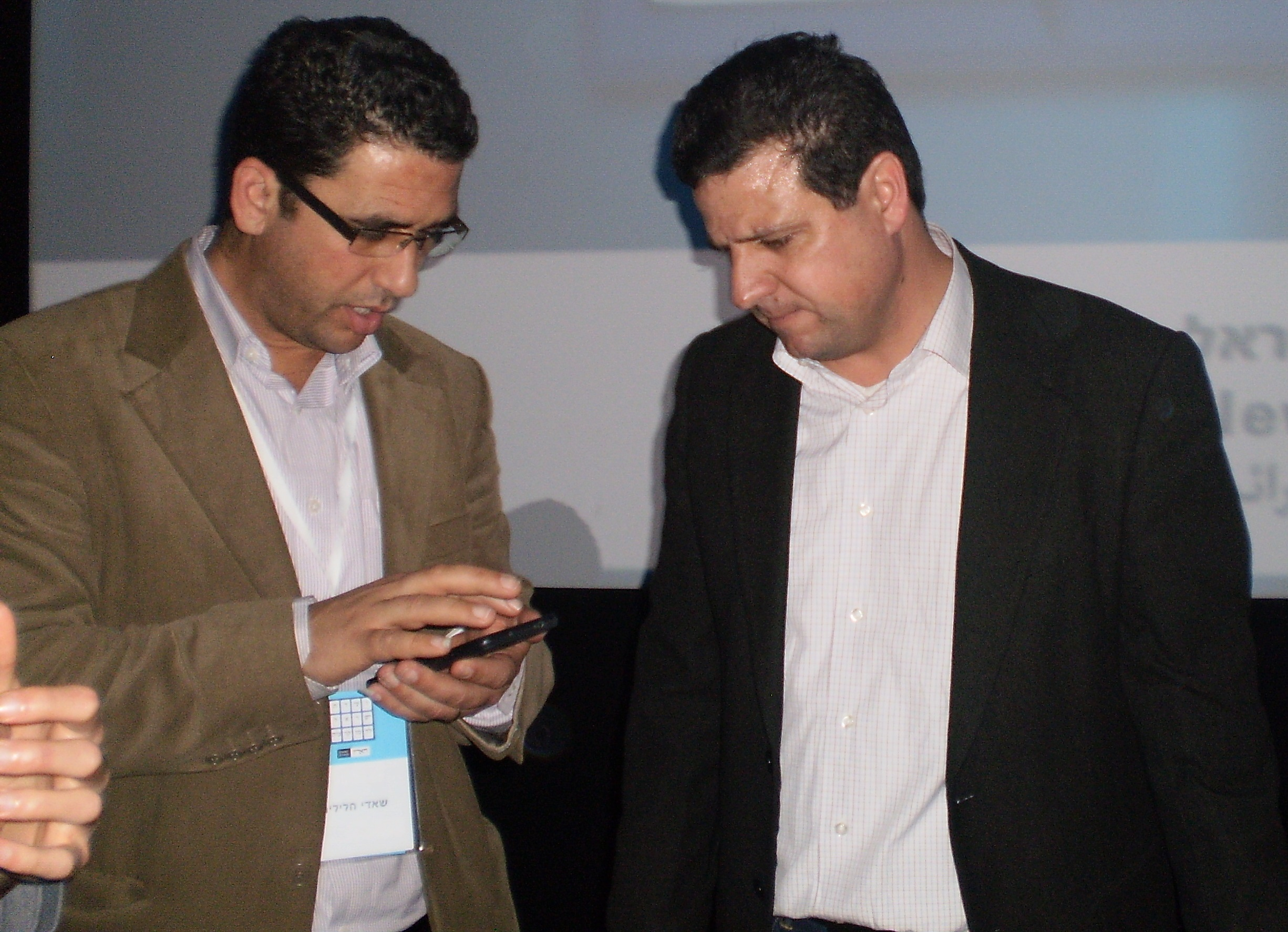
Ayman Odeh e Shady Haliya

A Lista Unificada foi formada para as eleições legislativas de Israel em 2015 como uma aliança entre Balad, Hadash, Ta'al e a Lista Árabe Unida (ramo sulista do movimento islâmico em Israel). O ramo nortista do movimento islâmico rejeitou o projeto eleitoral como um todo.
O acordo entre os partidos foi assinado em 22 de janeiro, marcando a primeira vez em que os maiores partidos árabes de Israel concorreriam em uma única lista. Balad, Hadash e a Lista Árabe Unida haviam concorrido separadamente para as eleições desde a década de 1990 (Balad e Hadash formaram uma coalizão na eleições gerais de Israel em 1996), enquanto o Ta'al já havia concorrido em uma aliança com todos os três durante a década de 1990 e 2000. Entretanto, o aumento da cláusula de barreira de 2% para 3,25% fez os partidos criarem uma coligação para aumentar suas chances de passá-la, já que tanto o Hadash como o Balad receberam menos de 3% dos votos nas eleições legislativas de Israel em 2013. Inicialmente, as legendas preferiam concorrer em dois blocos (Hadash com o Ta'al e Balad com a Lista Árabe Unida), mas os representantes da aliança afirmaram que a pressão vinda dos árabe-israelenses motivou a união.
A lista eleitoral da aliança foi encabeçada por Ayman Odeh, recém-eleito líder do Hadash, seguido por Masud Ghanim (Lista Árabe Unida), Jamal Zahalka (Balad) e Ahmad Tibi (Ta'al), com as cadeiras subsequentes alternando entre Hadash, Lista Árabe Unida e Balad. Do décimo segundo ao décimo quarto lugar, houve acordos de rotações entre as legendas. O advogado Osama Saadi do Ta'al seria o primeiro a ocupar o décimo segundo acento se a aliança ganhasse cadeiras suficientes.
A aliança foi dissolvida em 2022.

## Políticas e ideologias
A lista é ideologicamente diversa e inclui comunistas, socialistas e feministas até islamitas e nacionalistas palestinos. Após a união de partidos com diferentes ideais, Odeh se encontrou com ativistas judeus do Hadash, incluindo o ex-presidente do Knesset Avraham Burg, em uma tentativa de evitar que a coalizão se afastasse dos princípios do partido, como a igualdade de gênero.
A campanha da Lista Conjunta em 2015 foi focada em prevenir que Benjamin Netanyahu formasse um governo e ajudar a União Sionista a fazê-lo.
Os partidos possuem divergências quanto ao apoio a uma cooperação entre judeus e árabes, apoiada principalmente pelp Hadash. Em março de 2015 (após a União Sionista assinar um acordo de compartilhamento de votos com Meretz, Kulanu e Yisrael Beiteinu), oficiais da União Sionista, Meretz e Yesh Atid exploraram a ideia de que a União Sionista e o Meretz revogariam o acordo para a União Sionista compartilhar votos com o Yesh Atid e o Meretz com a Lista Conjunta, para potencialmente fortalecer o bloco pacifista no Knesset. A oferta causou uma tensão dentro da lista, com o Hadash (incluindo Dov Khenin e o líder da Lista Unificada Odeh) apoiando a parceria com o Meretz, e o Movimento Islâmico, especificamente o Balad, a rejeitando. De acordo com Nahum Barnea, a maior parte da lista, incluindo Jamal Zahalka do Balad, apoiou o acordo, mas o Catar, que supostamente financia o Balad, se alinhou com movimentos extremistas dentro do partido e se opôs a ele. After the Joint List announced it would not share votes with any party, Meretz officials declared that the List had chosen nationalism and separatism over Jewish–Arab solidarity.

### Eleição de 2015
A Lista Conjunta recebeu 13 assentos nas eleições de 2015, com 10,55% dos votos totais, se tornando o terceiro maior partido no vigésemo Knesset. Odeh pretende cooperar com partidos judeus da oposição de centro-esquerda e busca a filiação a comitês parlamentares importantes.
Uma das primeiras ações do partido após a eleição foi a troca de duas cadeiras que foram recebidos para o comitê de defesa e relações exteriores por mais dois assentos no comitê de finanças, principalmente para tentar solucionar problemas imobiliários e financeiros.

## Composição
| Partido | Partido           | Líder           | Ideologia                             | Espectro                  |
| ------- | ----------------- | --------------- | ------------------------------------- | ------------------------- |
|         | Hadash            | Ayman Odeh      | Comunismo Socialismo                  | Esquerda/Extrema-esquerda |
|         | Ta'al             | Ahmad Tibi      | Nacionalismo árabe Secularismo        | Pega-tudo                 |
|         | Lista Árabe Unida | Mansour Abbas   | Interesses da minoria árabe Islamismo | Pega-tudo                 |
|         | Balad             | Mtanes Shehadeh | Pan-arabismo Nacionalismo de esquerda | Esquerda                  |

## Resultados eleitorais
| Data    | CI.  | Votos   | %            | +/- | Deputados | +/- | Status   | Notas                   |
| ------- | ---- | ------- | ------------ | --- | --------- | --- | -------- | ----------------------- |
| 2015    | 3.º  | 446 583 | 10,6 / 100,0 |     | 13 / 120  |     | Oposição |                         |
| 04/2019 | 5.º  | 193 293 | 4,5 / 100,0  | 2,8 | 6 / 120   | 3   | -        | Hadash-Ta'al            |
| 04/2019 | 11.º | 143 666 | 3,3 / 100,0  | 2,8 | 4 / 120   | 3   | -        | Balad-Lista Árabe Unida |
| 09/2019 | 3.º  | 470 211 | 10,6 / 100,0 | 2,8 | 13 / 120  | 3   | -        |                         |
| 2020    | 3.º  | 581 540 | 12,7 / 100,0 | 2,1 | 15 / 120  | 2   |          |                         |